# 可可豆
可可豆，又稱可可亞豆，是指可可樹長出果實裡的種子。果實成熟期為4到6個月，每年成熟兩次，主要收穫期為10月到12月。

## 簡介
可可樹每個果實中大約可得到20-25粒可可豆，外層是白色微甜帶酸的果肉。可可豆可經加工處理，成為可可餅、可可粉、可可脂等重要食物原料。
可可豆曾被作為貨幣使用，比如瑪雅人和阿茲特克人。

## 生長環境
可可豆的產地主要是分佈於赤道南、北緯約20度以內的區塊。因為氣候炎熱、多雨的環境，是最適合可可豆生長。可可豆在各地都有不同的風味，有的會帶點果香、有的則是有煙燻的風味。現今可可豆主要的產地有中南美洲、西非及東南亞等三地。

## 品種
主要的可可品種有以下3種：
1. Criollo－產量約是總可可豆產量的3%，主要是分佈在南美洲的委內瑞拉。由於Criollo很怕蟲害，因此在栽種上相當不容易。但是不會過於酸、苦的風味，還帶有獨特的細緻香氣，是最頂級的可可豆品種。
2. Forastero－是市面上最常見，生產也最大量的可可豆品種，佔總可可豆產量80%以上。主要分布在西非及東南亞。無論是在澀味、苦味及酸味上都相較濃厚，巧克力味也較淡，但因為產量多的關係，因此常使用於平價巧克力。
3. Trintario－集合了上述口味及產量的優點。由Criollo、Forastero所混種的Trintario，原產地在加勒比海的千里達群島，口味比較濃郁厚實，帶一點果香味。由Criollo品種混搭Forastero的Trintario，在產量上也較容易栽培。

## 其他
可可豆是製作巧克力的最主要原料，發起公平貿易運動的組織，希望大眾將注意力放在種植可可豆的幾個主要國家。西非國家是童工使用最嚴重的地區，他們要求巧克力生產公司不應使用涉及奴役童工所生產的可可豆。